# Skwala
Skwala is een geslacht van steenvliegen uit de familie Perlodidae. De wetenschappelijke naam van het geslacht is voor het eerst geldig gepubliceerd in 1943 door Ricker.

## Soorten
Skwala omvat de volgende soorten:
- Skwala americana (Klapálek, 1912)
- Skwala asiatica Zhiltzova, 1972
- Skwala compacta (McLachlan, 1872)
- Skwala curvata (Hanson, 1942)
- Skwala natorii Chino, 1999